# Produkthaftung
Die Produkthaftung bezeichnet die Haftung auf Schadensersatz gegen den Hersteller für Schäden, die beim Endabnehmer infolge eines fehlerhaften Produkts entstanden sind. Die Produkthaftung beruht in den EU-Staaten auf der EG-Richtlinie 85/374 EG.
In Deutschland ist die Produkthaftung primär im Produkthaftungsgesetz (ProdHaftG) geregelt. Dort ist die Hauptanspruchsgrundlage in § 1 Abs. 1 S. 1 ProdHaftG in Form einer Gefährdungshaftung geregelt: „Wird durch den Fehler eines Produkts jemand getötet, sein Körper oder seine Gesundheit verletzt oder eine Sache beschädigt, so ist der Hersteller des Produkts verpflichtet, dem Geschädigten den daraus entstehenden Schaden zu ersetzen.“ Der Fehler eines Produkts ist in § 3 ProdHaftG wie folgt definiert: „Ein Produkt hat einen Fehler, wenn es nicht die Sicherheit bietet, die unter Berücksichtigung aller Umstände, insbesondere a) seiner Darbietung, b) des Gebrauchs, mit dem billigerweise gerechnet werden kann, c) des Zeitpunkts, in dem es in den Verkehr gebracht wurde, berechtigterweise erwartet werden kann. Ein Produkt hat nicht allein deshalb einen Fehler, weil später ein verbessertes Produkt in den Verkehr gebracht wurde.“

## Geschichte
Bereits im Sommer 1968 begann die EG-Kommission mit ersten Vorarbeiten zur Vereinheitlichung der innergemeinschaftlichen Regelungen zur Produkthaftpflicht. Nachdem diese 1970 wegen der Verhandlungen zur ersten Erweiterung der Gemeinschaft unterbrochen worden waren, wurden sie im Sommer 1973 wieder aufgenommen.
Im August 1974 wurde der erste Vorentwurf vorgelegt und im Juli 1975 der zweite. Der am 9. September 1976 dem Rat vorgelegte Vorschlag traf auf vielfältige Kritik. Bis die Stellungnahmen vom EG-Wirtschafts- und Sozialausschuss und Europäischen Parlament vorlagen, dauerte es drei Jahre. Ein neuer Vorschlag wurde 1979 vorgelegt. Am 23. Mai 1980 forderte der Rat die Kommission auf, diesen zurückzuziehen. Erst am 25. Juli 1984 wurde ein Konsens verabschiedet.
In Artikel 19 Abs. 1 der Richtlinie war als Frist für die Umsetzung in nationales Recht ein Zeitrahmen von drei Jahren ab Bekanntgabe festgesetzt worden. Die Bekanntgabe fand am 30. Juli 1985 statt. Die EG-Richtlinie ist mittlerweile in allen 27 Mitgliedsstaaten in nationales Recht umgesetzt worden, so dass in den anderen EU-Staaten Produkthaftungsregelungen existieren, die mit der Regelung in Deutschland vergleichbar sind.

## Ausnahmen
Der Begriff „Produkt“ konnte zu Ausnahmen von der Produkthaftung führen. Die wichtigste Ausnahme war der (faktische) Ausschluss bei Software, den Hersteller bzw. Programmierer regelmäßig in ihre Nutzungsbedingungen aufnehmen. Dieser Ansatz beruhte auf der Annahme, dass Programme keine Produkte im Sinne des Gesetzes sind. Auch wurde eine Haftung in den Hauptfunktionen von Software verneint, besonders auch bei „Künstlicher Intelligenz“ bzw. automatischen Entscheidungen durch Software. Wenn eine Software gesetzeswidrige Entscheidungen trifft, ist die Haftungsfrage juristisch zu klären. Beispiele dafür sind ein diskriminierendes Programm zur Bewerberauswahl, oder ein selbstfahrendes Auto, das einen Unfall verursacht. Die Gesetzgeber arbeiten in vielen Ländern an der Anpassung der Gesetze für digitale Produkte. Diese Ausnahmen galten, da die entsprechende Produkthaftungsrichtlinie 85/374/EWG von 1985 den spezifischen Risiken digitaler Produkte nicht vollständig Rechnung getragen hat. Die EU hat am 23. Oktober 2024 die Richtlinie (EU) 2024/2853 des Europäischen Parlaments und des Rates vom 23. Oktober 2024 über die Haftung für fehlerhafte Produkte und zur Aufhebung der Richtlinie 85/374/EWG erlassen. Damit wird Software als Produkt im Sinne der Produkthaftung darstellt. Die EU-Länder müssen diese Richtlinie bis Ende 2026 in nationale Gesetze umsetzen.

## Länderberichte

### Deutschland
Die Produkthaftung ist in Deutschland im Produkthaftungsgesetz geregelt.

### Österreich
In Österreich wird Produkthaftung durch das Bundesgesetz vom 21. Januar 1988 über die Haftung für ein fehlerhaftes Produkt (Produkthaftungsgesetz) geregelt. Für Österreich bestand zwar 1988 (mangels Mitgliedschaft in der EU) keine Verpflichtung zur Umsetzung der EG-Richtlinie vom 25. Juli 1985 „zur Angleichung der Rechts- und Verwaltungsvorschriften der Mitgliedstaaten über die Haftung für fehlerhafte Produkte“ (EG 85/374), dennoch orientierte sich der nationale Gesetzgeber bereits damals stark an dieser. Das österreichische PHG wurde zwischenzeitlich bereits mehrfach novelliert und gilt heute in der Fassung BGBl. I Nr. 98/2001.